# Kahlensteinhöhle

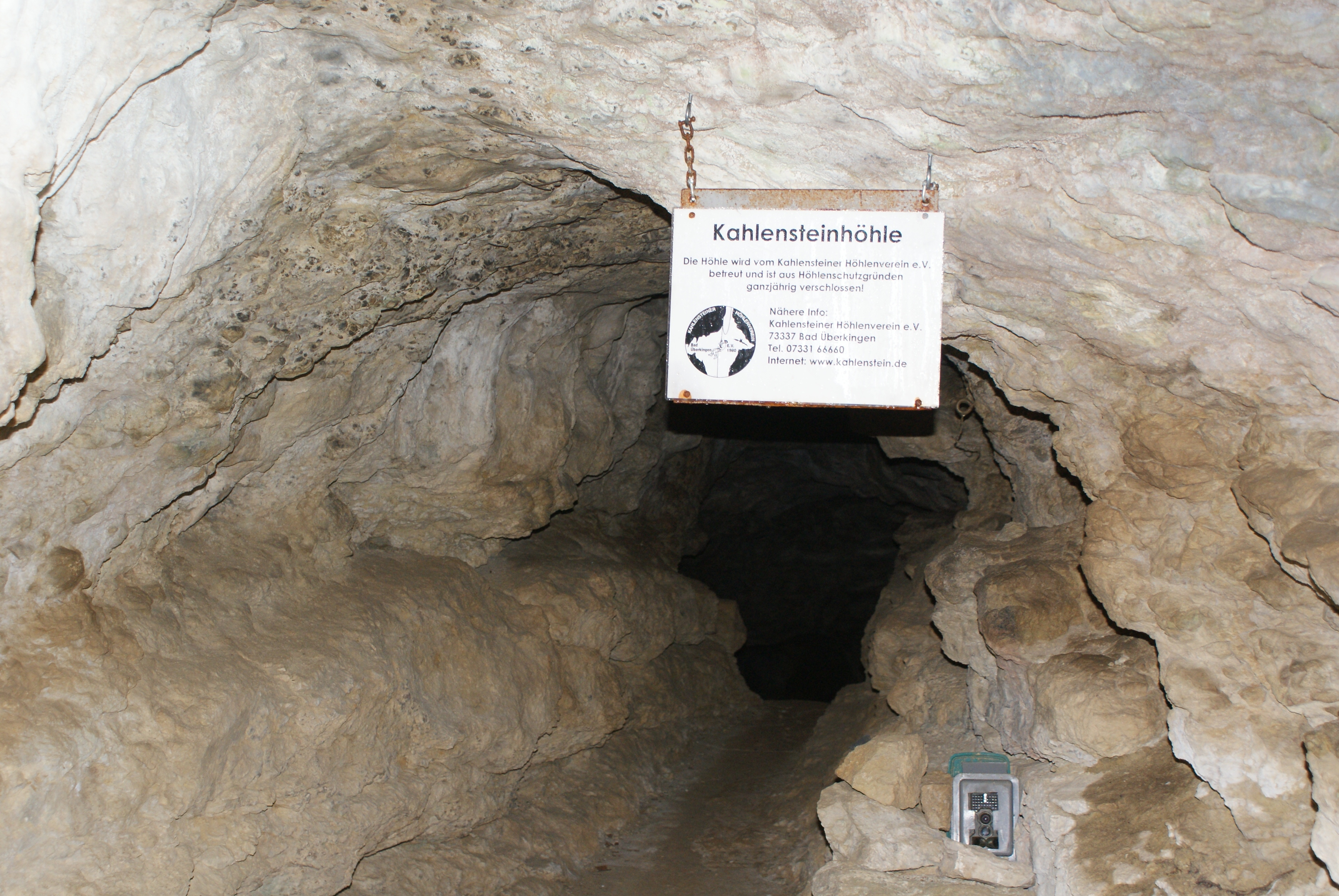
Kahlensteinhöhle

Die Kahlensteinhöhle befindet sich im Kahlenstein, einem Massenkalk-Felsen an der Schwäbischen Alb nordöstlich von Bad Überkingen. 
Mit 150 Meter Länge ist die größte von etwa 50 Kleinhöhlen rund um den Kahlenstein. Der Eingang liegt auf 660 m ü. NN. Am 12. Juni 1892 wurde sie als Schauhöhle eröffnet. Seit 1972 ist der Höhleneingang mit einem Gitter verschlossen, um sie vor weiterer Zerstörung zu schützen. 
Am Fuß der Felsen befindet sich mit dem Kahlenloch eine weitere Höhle. Sie besitzt rund 17 Meter Länge. 